# Seznam řek v Mexiku

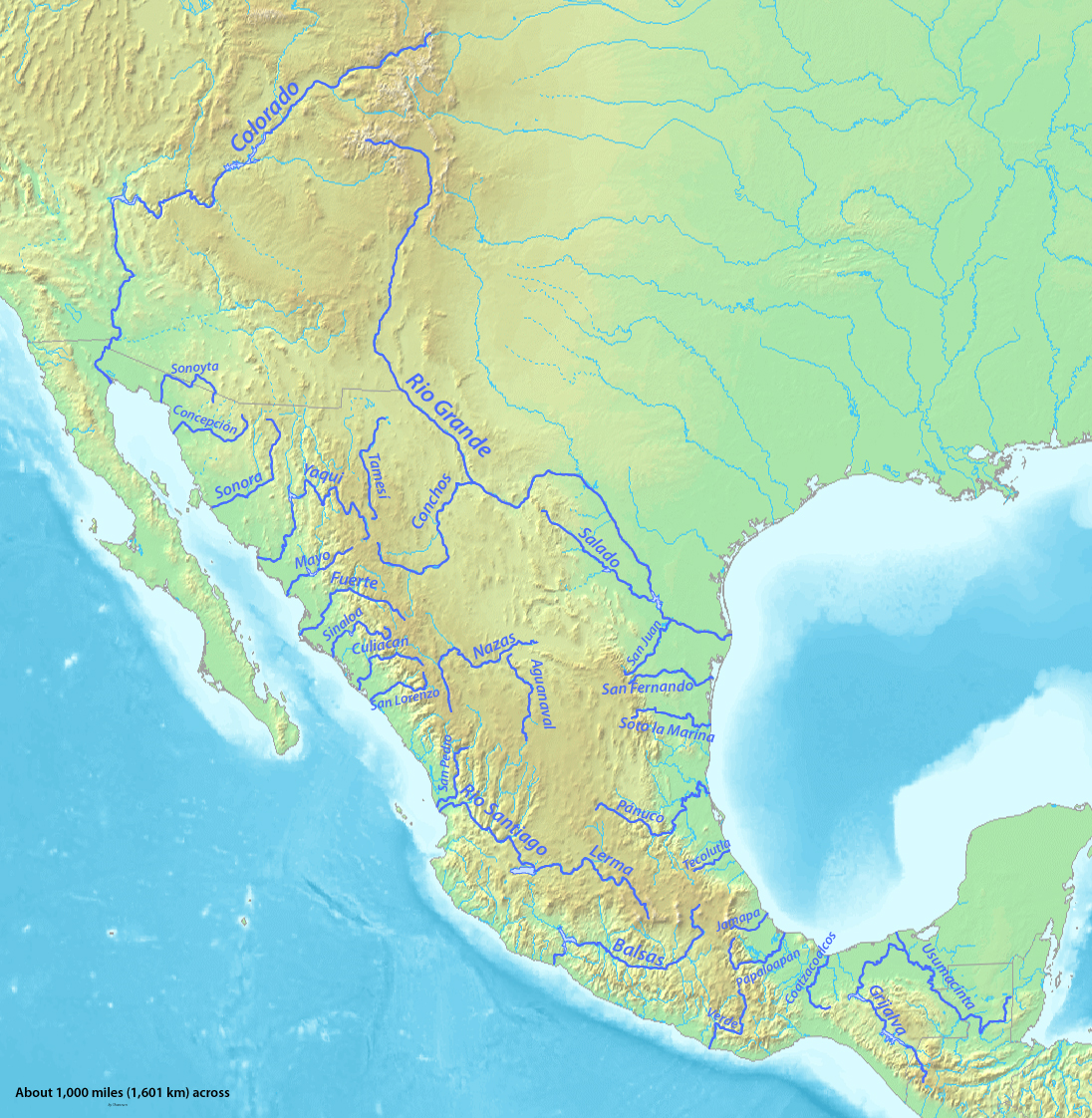
Topografická mapa Mexika s vyznačením řek

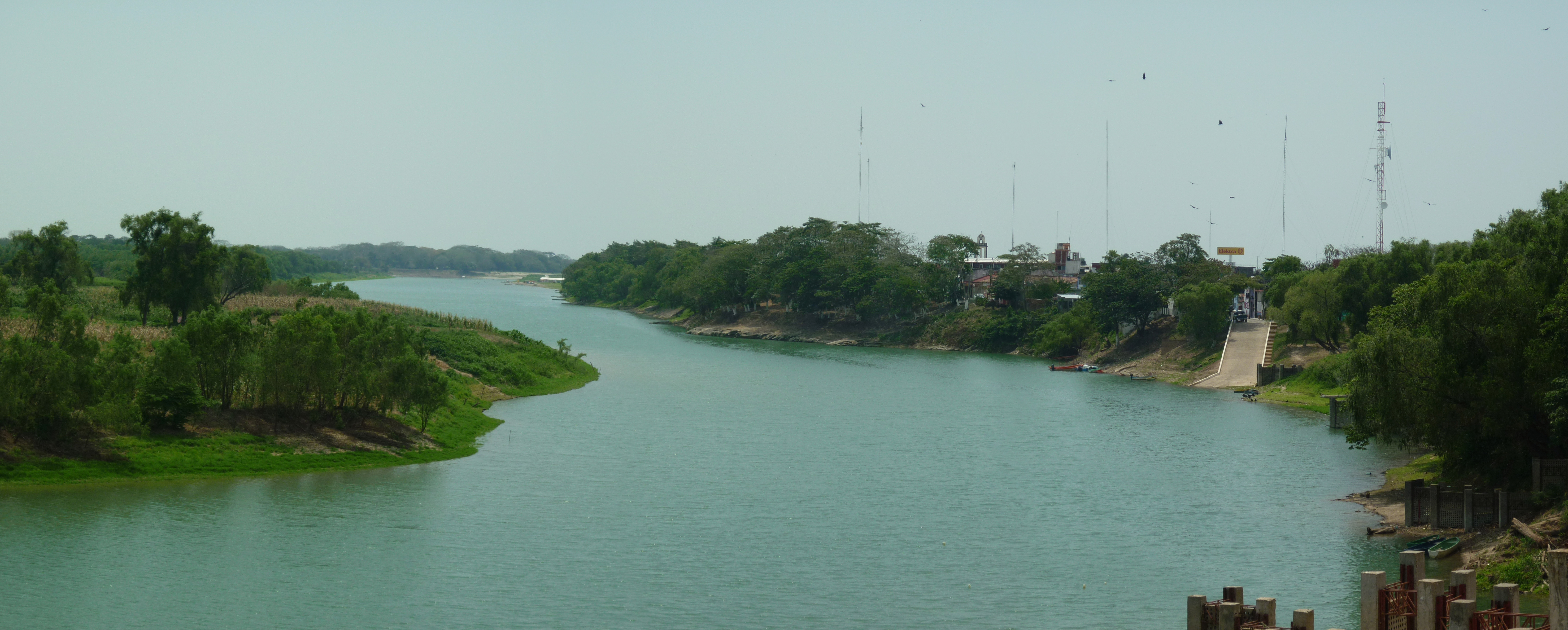
řeka Usumacinta

Seznam řek v Mexiku (španělsky řeka río). Tabulka obsahuje řeky, které mají na území Mexika délku 500 km a více a také některé kratší. Tabulka nemusí být zcela kompletní a vyčerpávající. 

## Tabulka řek
| Řeka               | Délka (km) | Povodí (km²) | Ústí do           | Ústí kde                              | Geodata (OSM) |
| ------------------ | ---------- | ------------ | ----------------- | ------------------------------------- | ------------- |
| Bravo              | 2018       | 226 280      | Mexický záliv     | Matamoros/Cameron County (Mexiko/USA) | OSM, WMF      |
| Conchos            | 910        | 62 881       | Río Bravo         | Ojinaga (Mexiko)                      | OSM, WMF      |
| Lerma              | 708        | 47 116       | jezero Chapala    | Jamay (Mexiko)                        | OSM, WMF      |
| Grijalva           | 608        | 83 213       | Mexický záliv     | Centla (Mexiko)                       | OSM, WMF      |
| Nazas              | 600        | 57 101       | laguna Mayrán     | … (Mexiko)                            | OSM, WMF      |
| Balsas             | 570        | 117 406      | Tichý oceán       | … (Mexiko)                            | OSM, WMF      |
| Grande de Santiago | 562        | 76 416       | Tichý oceán       | … (Mexiko)                            | OSM, WMF      |
| Usumacinta         | 560        | 106 000      | Mexický záliv     | … (Mexiko)                            | OSM, WMF      |
| El Fuerte          | 540        | 40 000       | Tichý oceán       | … (Mexiko)                            | OSM, WMF      |
| Pánuco             | 510        | 84 956       | Mexický záliv     | … (Mexiko)                            | OSM, WMF      |
| Yaqui              | 410        | 72 540       | Tichý oceán       | … (Mexiko)                            | OSM, WMF      |
| Tijuana            | 181        | 3 231        | Tichý oceán       | … (USA)                               | OSM, WMF      |
| Colorado           | 179        | 5 180        | Kalifornský záliv | … (Mexiko)                            | OSM, WMF      |
| Culiacán           | 88         | 17 200       | Tichý oceán       | … (Mexiko)                            | OSM, WMF      |